# Příšerné příběhy vánoční
Příšerné příběhy vánoční (anglicky Christmas Tales of Terror) jsou čtvrtou sbírkou z hororové tetralogie Příšerné příběhy, které se řadí do literatury pro děti a mládež. Autorem celé série je britský spisovatel, ilustrátor, malíř a karikaturista Chris Priestley. Povídky vyšly v Británii poprvé v roce 2012, ale pouze ve formě e-knihy. Český překlad knihy byl v roce 2015 vydán v tištěné podobě, při této příležitosti byla kniha také doplněna o ilustrace Lucie Strakové. Autorovo zpracování sedmi vánočně laděných povídek vzbuzuje ve čtenáři děsivé pocity hrůzy a strachu. Každá z povídek je jedinečná, jelikož hrůzostrašně poukazuje na to, že každé chování porušující společenské a sociální normy bude nějakým způsobem potrestáno.
Sbírce předcházejí sbírky Příšerné příběhy strýce Montaguea, Příšerné příběhy z Černé lodi a  Příšerné příběhy z temného tunelu.

## Děj

### Zelený muž
O vánočních prázdninách přijede Štěpán Levenson navštívit svou milovanou matku a nevlastního otce na rodinné sídlo Woodehouse End. Interiér sídla je ozdoben břečťanem a cesmínou, které Štěpánův otčím natrhal na Freyjině návrší, které místní považují za velmi strašidelné místo. Jednoho dne, když rodina večeřela společně s přáteli, se Štěpánův nevlastní otec pochlubil, jak byl natrhat zeleň na Freyjině návrší a měl mrazivý pocit, jako by ho tam někdo sledoval. Jakmile Štěpán zjistil, co se stalo, rozhodl se Freyjino návrší navštívit a omluvit jednání svého nevlastního otce. Při odchodu z návrší měl Štěpán děsivý pocit, že se po něm natahují větve a šlahouny ostružin. Když došel domů, prošel do svého pokoje okolo opilého doktora Meadowse neschopného chůze, zalezl do postele a usnul. Ráno ho probudil děsuplný křik vlastní matky, ozývající se z pokoje nevlastního otce. Když dorazil do místnosti, spatřil svého otčíma sedět v křesle obtočeného a prolezlého smyčkami břečťanových a cesmínových šlahounů.

### Hrací skříňka
Na půdě sídla Knowlesworth House se nakupila spousta tajuplných předmětů, které Georgia, dcera vlastníků sídla, ráda objevovala. Georgia neměla dovoleno půdu sama navštěvovat. Proto když se naskytla možnost, vydala se Georgia na půdu se svojí matkou, když se po něčem sháněla. Jednoho dne, když Georgie prohledávala s matkou půdu, objevila bednu plnou věcí, patřící jejímu otci. Její pozornost nejvíce zaujala opotřebovaná hrací skříňka. Georgia snesla skříňku z půdy do pokoje. Vzápětí na to ji zavolala její guvernantka ke hře na klavír. Po hře se Georgia musela vydat se svou guvernantkou do kostela na půlnoční mši. Při cestě do kostela si guvernantka zlomila kotník. Georgia byla nucena vrátit se domů a přivolat pomoc. Na cestě potkala Georgia neznámé děvče, které nereagovalo na její volání, jen se na ni zlostně dívalo. Když se Georgie znova rozešla, měla nutkání se ohlédnout, aby zjistila, zda ji někdo nepronásleduje. Když se ohlídla, uviděla cizí dívku, která se stále víc přibližovala. Ze strachu po ní Georgia hodila kámen. Kámen trefil dívku do obličeje, avšak rána zůstala bez odezvy. V tu chvíli se naštěstí Georgia nacházela před domem, kde ji služebné poslali dovnitř se zahřát k ohni. V pohodlí domova si Georgia vzpomněla na hrací skříňku. Sběhla pro ni do pokoje a spustila melodii. Když skříňka dohrála objevila se za Georgií cizí dívka, popadla ji za ruce a začala se s ní točit, melodie se znovu spustila, avšak byla hlasitější. Při tanci se Georgiiny šaty otřely o ohniště a vzplály. Novina se vcelku rychle roznesla mezi místními, mnozí si ji spojovali s podobným neštěstím, které se stalo Georgiině tetě, sestře Georgiina otce.

### Sněhulák
Když dne dvaadvacátého prosince napadl sníh, malý Johny se radoval ze dvou důvodů. Jednak, že by kvůli takovému množství sněhu nemusel přijet jeho bratranec Charles, kterého bytostně nenáviděl, a také kvůli tomu, že bude moct konečně stavět sněhuláky. K Johnově smůle bratranec Charles nakonec na vánoční svátky dorazil. Charles se šel s Johnem přivítat. Pozdrav a komunikace však vůbec neodpovídaly slušnému chování. Charles začal Johnovi nadávat, následně jej i uhodil. John si ránu nenechal jen tak líbit a strčil do Charlese takovou silou, až se i sám Charles podivil. Charles okamžitě reagoval a zkroutil Johnovi ruku, ten se snažil vykroutit a při obraně omylem udeřil Charlese do nosu. John se vyhnul ráně jen díky volání Charlesova otce. Charles si utřel kapesníkem krev u nosu a vydal se za otcem. Už ani nestihl zaregistrovat, že mu kapesník vypadl z kapsy. John ze vzteku popadl kapesník umístil ho do středu sněhové koule a začal s ní koulet a vytvářet sněhuláka, při koulení vypouštěl věty o Charlesovi, které mu pomohly se uklidnit. Když se celá rodina sešla u vánoční večeře, sdělil strýček Johnovi novinu, která Johna moc nepotěšila a nazval Charlese hajzlem. Ráno, když se John probudil, uviděl stát vedle sněhuláka Charlese, který se ho chystal zničit. Jakmile však Charles zarazil rýč sněhulákovi do těla, sám zaúpěl spadl do sněhu a už nevstal.

### Jinovatka
Byl Štědrý den a reverend Baxter společně se svým synem Aubreym kráčeli po zamrzlé silnici navštívit jednoho z jeho farníků. Jako první se stavili u paní Barkerové a jejího vnuka Arthura, který byl u ní na návštěvě. Když reverend a jeho syn vešli do místnosti, uviděli Arthura, jak si kreslí. Reverend se zeptal Arthura, co to kreslí, ale on neodpověděl. Po chvíli se reverend odpovědi dočkal, dokonce mu Arthur povyprávěl o nepříjemné zkušenosti s panem starostou, který mu dosti ublížil. Když Arthur domluvil, ukázal reverendovi a Aubreymu svou kresbu, na které bylo znázorněno sídlo Grange a jeho vlastník pan starosta společně s dalšími lidmi. Místnosti a osoby zachycené na obrázku vypadaly jako zmrzlé i přes to, že v místnosti plápolal oheň. Reverend obrázek od Arthura odkoupil, musel mu však slíbit, že sídlo nenavštíví. Slib byl porušen. Při vstupu do místnosti sídla Grange zpozorovali reverend a Aubrey rozpálený krb a zimou se klepající služebnictvo. Aubreymu to bylo divné, přišlo mu, jako by tuhle scénu už někde viděl. Podíval se znovu na obrázek a v něm viděl sebe a otce zmrzlé na kost, avšak příliš pozdě si uvědomil jejich strašlivý osud.

### Byla cesta
Simon a jeho kamarádi dostali nápad vydělat si peníze prostřednictvím zpěvem koled. Peníze půjdou jak na kostelní střechu, tak i jim do kapes. S tímto nápadem přišel hlavně Simon, který potřeboval splatit dluhy, které si nadělal ve škole. Když už měli kamarádi pocit, že mají dostatek peněz, chtěli zpívání ukončit. Simon potřeboval peněz ještě víc, proto přemlouval kluky, aby obešli ještě pár domů. Kamarádi však trvali na svém. Nakonec se tedy vydali směrem domů. Po cestě si začali zpívat píseň „Byla cesta“, když však přecházeli přes louku, která byla v minulosti morovou jámou, napomenul je jeden z kluků, že by zde zpívat neměli. Kluci však na varování nereagovali a trvali si na svém. Než jim Maurice stihl říct důvod, obklopil zpěváky hlouček z mrtvých stání. Jakmile přestali kluci zpívat, mrtví se k nim o pár kroků přiblížili. V jednu chvíli byly postavy tak blízko, že se jejich studená mrtvá kůže dotýkala jejich živé kůže. Do posledních sil chlapci zpívali stále dokola vánoční koledy, dokud neucítili, že tlak vyvíjející se na jejich těla zmizel. Když chlapci dorazili domů, sdělili svůj zážitek rodičům, avšak tuto historku jim nikdo nevěřil a pohrozili jim, že je nechají zavřít do soukromého sanatoria pro choromyslné. Chlapci si nakonec přísahali, že už se o té situaci nikde nezmíní a všechny peníze darovali na opravu kostelní střechy.

### Saze
Elizabeta se svou tetičkou a strýčkem dokončovali práce na sídle Farthing Lodge, do kterého se nedávno nastěhovali. Kvůli opravám se staly skoro všechny pokoje neobyvatelnými. Elizabeta se tak musela nastěhovat ke své mladší sestřence, z čehož nebyla zrovna dvakrát nadšená. Když se Elizabeta a její sestřenka jednoho dne probudily, zjistily, že jim někdo zanechal v pokoji stopy od sazí z komína. Tereza byla přesvědčená, že je předčasně navštívil Santa Claus, ale Elizabetě se tato myšlenka moc nezamlouvala. Po nějaké době strávené s Terezou opouštěl Elizabetu otrávený obličej, dokonce si začínala chvíle strávené s ní užívat. Večer před Štědrým dnem se Elizabeta od Terezy dozvěděla, že ten takzvaný „Santa Claus“ navštívil jejich ložnici už šestkrát. Tato informace Elizabetu lehce rozhodila, ale i přes své obavy se ji podařilo večer usnout. V noci Elizabetu probudili kroky cizince, nacházejícího se v jejich ložnici. Elizabeta se tentokrát domnívala, že by se mohlo jednat o Santu Klause, poodkryla deku a podívala se, kdo se v ložnici nachází. Když dotyčného uviděla, zaječela, hrůzou a náhle zkameněla. K jejímu zděšení stála vedle její postele hubená bledá postava chlapce, pokryta sazemi. Jeho ruce i tvář modře zářili a jeho pokožka byla studená jako led. Podle dokumentů pořízených rodinným právníkem mohla postava souviset s tragickou nehodou, při které v domě zemřel kominický učedník. Elizabeta od té příhody nebyla schopná vydat hlásky a ponořila se do svého vlastního světa.   

### Poslední dárek
Když Miranda a Ralph o Štědrém dni rozbalovali dárky, našli mezi nimi jeden, který nebyl označený ani pojmenovaný. Matka Ralpha a Mirandy se domnívala, že to byl dárek od služebné, proto nechala Ralpha jej rozbalit. Obsahem dárku byl nehezký bubeníček. Miranda si uvědomila, že bubeníčka už někde viděla. Bylo to na káře, jejíž obsah se snažila prodat nějaká tulačka, které se Miranda posmívala z důvodu neúspěšného prodeje. Nadešel čas vánočního oběda, po které dostal každý z rodiny pohár s pudingem. V rodinně měli zavedenou tradici, ten, kdo najde v pudingu minci, bude mít celý rok štěstí. První našla minci Mirandina teta. Miranda se domnívala, že ji teta svou minci přenechá, avšak teta ji darovala svému synovci Ralphovi. Vzápětí se Miranda zakuckala a do klína si vyplivla něco lesklého, byl to malý klíček, který však nikdo neviděl. Matka Mirandy byla zmatená, domnívala se, že do pudingu vložila pouze jednu minci, avšak jí to nerozhodilo, protože byla ráda, že obě její děti budou mít štěstí. Miranda vzala klíček do ruky a odešla do pokoje. Po nějaké chvilce si uvědomila, že klíček patří bubeníčkovi. Vzala bubeníčka a natáhla ho. Ten se začal děsivě smát a hlasitě bubnovat na buben. Bubnoval tak nahlas až přehlučil Mirandin křik. V mžiku sekundy se v pokoji objevil otec. To, co v pokoji uviděl, už nikdy z hlavy nedostal. Miranda ležela nehybně na podlaze v kaluži krve, která ji vytékala z uší.

## Přijetí díla a interpretace
Dílo Příšerné příběhy vánoční vzniklo původně v Británii pouze v elektronické verzi roku 2012, za pomoci nakladatelství Argo byla kniha roku 2015 převedena do papírové podoby a doplněna o ilustrace Lucie Strakové, přičemž ilustrátorka zohlednila styl předešlého výtvarníka.
Recenze a články, které ke knize vyšly, uvedly, že už jako malý chlapec si Chris Priestley představoval tajuplné a fantazijní příběhy odehrávající se v jeho skříni. Příběhy tajuplné ale i hutné a jízlivé ho doprovází dodnes. Současně se v jeho díle objevují prvky i gotického románu. Například vznešená šlechtická sídla, zapálené krby, močály, zhýralí šlechticové, vystrašení poddaní a samozřejmě duchové. Gotický román je především označován za předchůdce hororových příběhů. Kateřina Kočičková zmínila, že i podle psychologů jsou horory pro děti bytostnou potřebou.
Jana Podskalská v souvislosti s vydáním knihy vedla s autorem rozhovor, kde zaznělo, že autora inspirují také české reálie – v Praze pak zejména Malá Strana a Staré Město. V Praze se také často objevuje a setkává se se svými čtenáři a rád navštěvuje pietní místa k uctění památky France Kafky, který se řadí mezi jeho oblíbené autory.

## Adaptace
Série Příšerných příběhů byla divadelně adaptována pro publikum ve Velké Británii, Německu i pro Českou republiku.